# Cucullia chrysota
Cucullia chrysota är en fjärilsart som beskrevs av George Francis Hampson 1902. Cucullia chrysota ingår i släktet Cucullia och familjen nattflyn. Inga underarter finns listade i Catalogue of Life.